# Boćwiny
Boćwiny (biał. Боцьвіны; ros. Ботвины) – wieś na Białorusi, w obwodzie witebskim, w rejonie postawskim, w sielsowiecie Juńki.

## Historia
W czasach zaborów wieś w granicach Imperium Rosyjskiego.
W dwudziestoleciu międzywojennym wieś leżała w Polsce, w województwie wileńskim, w powiecie duniłowickim (od 1926 postawskim), w gminie Mańkowicze (od 1927 gmina Hruzdowo).
Według Powszechnego Spisu Ludności z 1921 roku zamieszkiwało tu 156 osób, 11 były wyznania prawosławnego a 145 prawosławnego. Jednocześnie 14 mieszkańców zadeklarowało polską przynależność narodową a 142 białoruską. Były tu 32 budynki mieszkalne. W 1931 w 32 domach zamieszkiwało 153 osoby.
Miejscowość należała do parafii rzymskokatolickiej w Postawach i prawosławnej w Mańkowiczach. Podlegała pod Sąd Grodzki w Postawach i Okręgowy w Wilnie; właściwy urząd pocztowy mieścił się w Mańkowiczach.
W 1938 roku miejscowość należała do gromady Mańkowicze gminy Hruzdowo.